# Remco Terhorst
Remco Terhorst is een personage uit de Nederlandse soapserie Goede tijden, slechte tijden. De rol werd tussen september 1994 en februari 1996 gespeeld door acteur Bennie den Haan. Tussen oktober 2002 en april 2003 maakte hij een comeback. Op 8 januari 2016 dook Remco plots op in een videogesprek met Jef in de GTST-app 'Meerdijk'.
Aanvankelijk werd acteur Bennie den Haan gecast als Remco, en werd pas later de rol van Remco veranderd als een buitenechtelijke zoon van Jef Alberts. Dit omdat de makers de acteurs erg op elkaar vonden lijken.

## Levensverhaal
De schrok is groot als Frits van Houten aan Jef Alberts vertelt dat Remco een zoon van Jef is. Hij weigert te geloven dat Remco zijn zoon is en denkt dat hij voor de gek wordt gehouden. Remco is geboren uit een relatie tussen Jef en zijn toenmalige vriendin Patricia Terhorst. In de beginperiode hebben Jef en Remco moeite om elkaar te leren kennen. Wanneer Remco opeens bij Jef op bezoek komt, wil Jef zijn zoon met een bedrag van 1000 gulden afkopen, waarna Remco het biljet verbrandt.
Jef wil zijn zoon laten zien dat hij om hem geeft en biedt hem een baan aan bij het familiebedrijf, AA&F. Remco, die eerder als makelaar heeft gewerkt, neemt het aanbod aan. Als hij net in Meerdijk is, wordt Remco verliefd op Anita Dendermonde. Tot Remco's teleurstelling blijken deze gevoelens niet wederzijds. Om Anita te vergeten, richt hij zijn ogen op Jessica Harmsen, die als secretaresse van Jef en Robert werkt. Net als Anita lijkt Jessica ook geen interesse in Remco te hebben. Deze keer laat Remco zich echter niet zo makkelijk afwijzen.
Remco steelt een paar dure oorbellen uit de kluis van AA&F om Jessica over te halen om uit te gaan. Jessica en Remco gaan samen naar een premièreavond. Remco komt in een moeilijke situatie terecht als Jessica de oorbellen die avond kwijtraakt. Remco's neef Arnie Alberts wordt beschuldigd van diefstal. Jessica begint zich schuldig te voelen en wil het hele verhaal opbiechten. Remco zet Jessica onder druk, waardoor ze haar mond houdt. Halfzus Dian begint een vermoeden te krijgen en gaat op onderzoek uit. Als ze ontdekt wat er is gebeurd, begint ze haar halfbroer te chanteren. Uiteindelijk is het Jessica die de waarheid boven tafel brengt.
De gebeurtenissen rondom de oorbellen hebben ervoor gezorgd dat de relatie tussen Jef en Remco een op historisch dieptepunt belandt. Halfzus Dian heeft op dat moment haar man Frits verloren. Remco licht zijn eigen halfzus op en vertrekt naar Amerika.

### Een nieuw tijdperk
Als Remco via via ontdekt dat zijn vader door een verkeerde investering aan lagerwal is geraakt, keert hij terug naar Meerdijk. Remco heeft de laatste jaren veel geld verdiend en komt zijn vader opzoeken. Terug in Meerdijk komt hij in contact met Barbara Fischer. Hij weet niet dat dit zijn vaders vrouw is. De twee krijgen een affaire. Remco en Barbara zijn allebei in shock als ze ontdekken wie ze zijn. Ze besluiten wat gebeurd is geheim te houden en samen op zoek te gaan naar Jef. Jef leeft inmiddels als zwerver. Remco wil de schulden van zijn vader aflossen, maar Jef weigert dit te accepteren. Nadat Jef in het ziekenhuis belandt en bijna doodging, accepteert Jef Remco's hulp alsnog en heeft daarna zijn ruzie met Remco bijgelegd.
In de tussentijd begint Remco zogenaamd een relatie met journaliste Janine Elschot. Janine heeft Remco ertoe overgehaald quasi een relatie te beginnen, omdat ze haar vroegere liefde Simon Dekker terugwil. Janine heeft niet in de gaten dat Remco met de dag verliefder begint te worden. Na een schietpartij op de bruiloft van Simon en Esther Salee, waarbij hij gewond raakt, keert hij terug naar Amerika. Jef gaat zelfs een aantal weken met hem mee naar Amerika.

## Relaties
- Anita Dendermonde (relatie, 1994–1995)
- Jessica Harmsen (relatie, 1995)
- Barbara Fischer (affaire, 2002–2003)